# Ланцюговий метод підстановок
Ланцюговий метод підстановок (рос. цепной метод подстановок; англ. chain method of substitu-tions; нім. Vertauschungskettenmethode f) — статистичний метод, за яким вивчають одночасний вплив кількох факторів на досліджуване явище (наприклад, собівартість видобування вугілля, руди тощо) як ланцюг їхнього взаємозв'язку, тобто вплив кожного фактора вивчають у залежності й взаємозв'язку з іншими факторами, при цьому беруть до уваги їхню послідовну дію. Аналізуючи вплив окремого фактора, зв'язок між взаємодіючими факторами й результатом їхньої взаємодії відображають розрахунковими формулами. Порівнюючи фактичні дані з базовими (плановими, аналогічними даними інших підприємств), визначають загальне відхилення від його базової величини. Потім встановлюють кількісну залежність цього відхилення від зміни окремих факторів. Для цього базову величину окремих показників послідовно замінюють їхньою фактичною величиною у звітному періоді, виконуючи після кожної заміни всі математичні розрахунки, що передбачені розрахунковою формулою. Порівнюючи підсумок розрахунку, одержаний після заміни величини кожного показника, з підсумком до заміни, визначають вплив цього фактора на загальне відхилення. Заміну базової величини показника його фактичною величиною називають підстановкою. Число підстановок залежить від кількості факторів, а число порівнюваних розрахунків на одиницю більше, ніж кількість показників. Послідовність підстановок залежить від мети дослідження та від досліджуваних факторів.